# STS-41-E
STS-41-E, voluit Space Transportation System-41-E, is een geannuleerde space shuttlemissie in 1984. Ze werd geannuleerd omdat er problemen waren met een defensie-satelliet. Voor deze missie zou de Spaceshuttle Challenger gebruikt zijn.

## Bemanning
De bemanning zou bestaan uit:
- Ken Mattingly
- Loren Shriver
- Ellison Onizuka
- Jim Buchli
- Jeffrey Detroye